# Starosiedle
Starosiedle [starɔˈɕɛdlɛ] (deutsch Starzeddel; niedersorbisch Stare Sedło) ist ein Schulzenamt (Sołectwo) der Landgemeinde Gubin (Guben) im Powiat Krośnieński (Landkreis Crossen) in der polnischen Woiwodschaft Lebus. Bis zum 15. Januar 1976 gehörte Starosiedle zur Gemeinde Stargard Gubiński.

## Lage

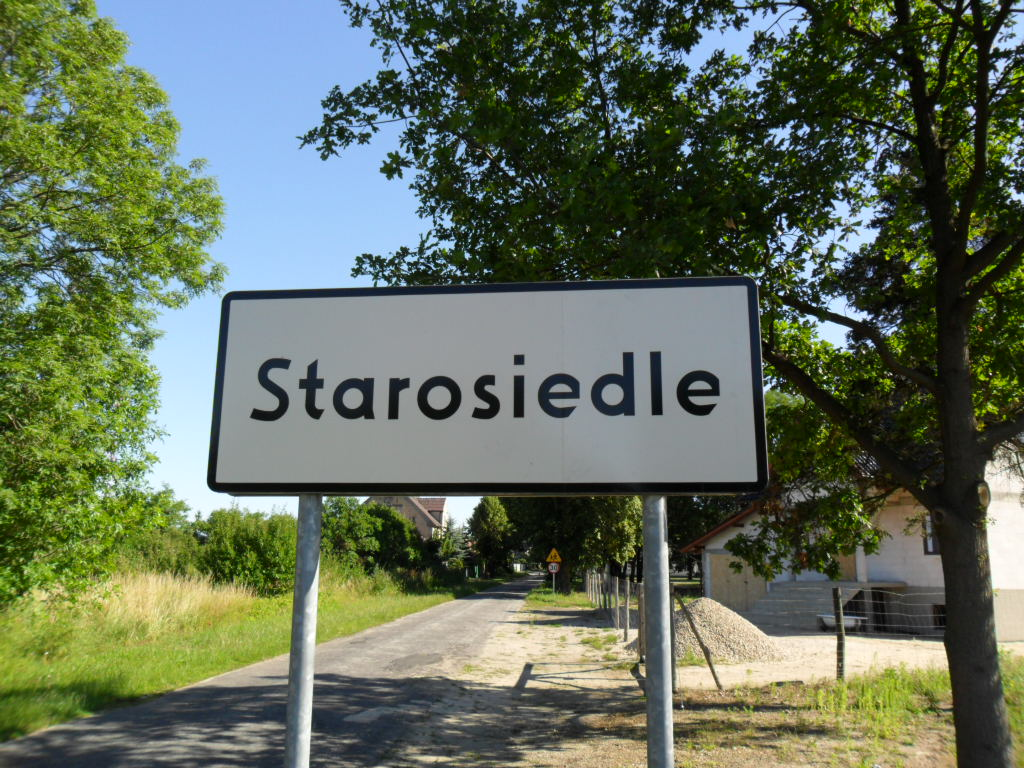
Ortseingang

Starosiedle liegt im polnischen Teil der Niederlausitz, rund zwölf Kilometer südöstlich von Gubin, 32 Kilometer nordwestlich von Żary und 35 Kilometer Luftlinie nordöstlich von Cottbus. Umliegende Ortschaften sind Gębice im Norden, Lasek im Osten, Jałowice im Südosten, Grodziszcze im Süden, Jasienica im Südwesten, Sieńsk im Westen und Kujawa im Nordwesten.
Starosiedle liegt am Fluss Lubsza. Die Droga wojewódzka 286 führt als Ortsumgehung westlich am Ort vorbei.

## Geschichte

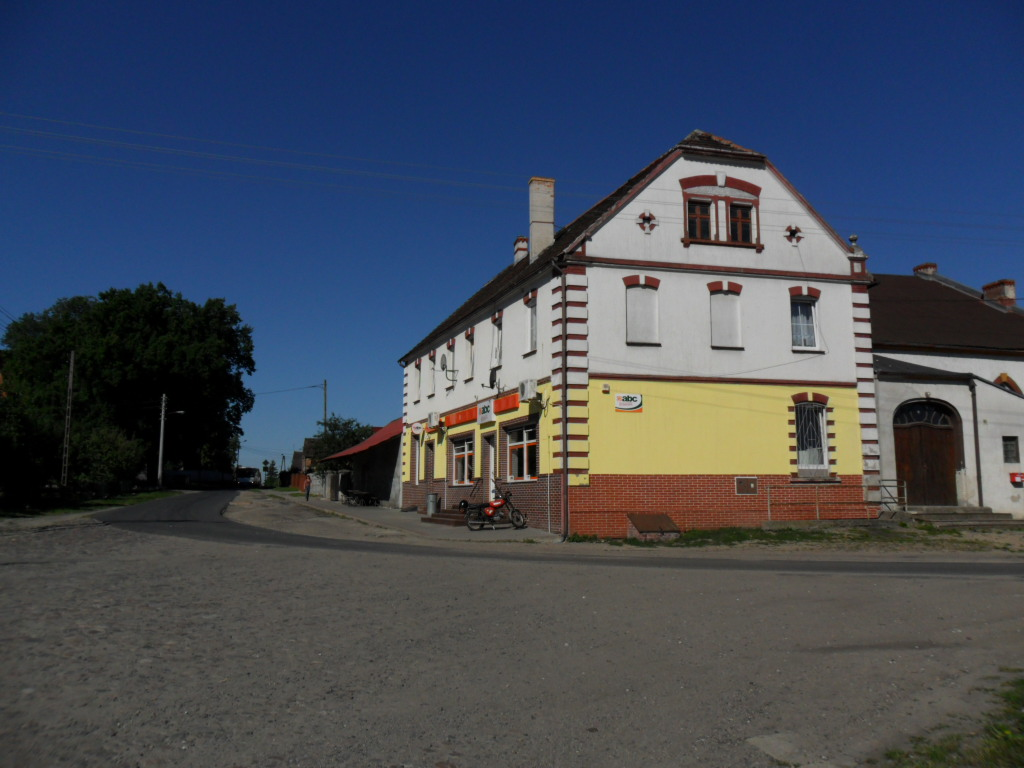
Ortszentrum

Das Dorf wurde unter dem Namen Storczedil („Alte Siedlung“) im Jahr 1393 erstmals urkundlich erwähnt und gehörte zur Mark Lausitz im Königreich Böhmen. Der Ort liegt in unmittelbarer Nähe einer ehemaligen Siedlung, die zunächst um 700–400 vor Christus von der Lausitzer Kultur und dann wieder im frühen Mittelalter vom westslawischen Stamm der Lusitzi bewohnt war. Das mit der Sprache der Lusitzi verwandte Sorbisch hielt sich in Starzeddel bis ins 17. Jahrhundert.
Das Gebiet um Starzeddel war zunächst im Besitz mehrerer Adelsfamilien. 1429 war der Besitz des Ortes aufgeteilt auf die Adelsgeschlechter List, Heyde und Dallwitz, die von 1613 bis 1798 alleinige Besitzer von Starzeddel waren.
Im Mittelalter war Starzeddel Wallfahrtsort und verfügte über eine Reliquie der Heiligen Margareta von Antiochia. Die Pilger ließen vertrocknete Nabelschnüre glücklich Geborener auf dem Altar weihen und erhoffen sich durch das Opfer Gebärfähigkeit. Im Rahmen der Wallfahrten durfte das Dorf Messen und Jahrmärkte abgehalten, wodurch es wirtschaftlich profitierte. Hans von Dallwitz III schaffte die Wallfahrten im Zuge der Reformation ab, Kirmes und Markt hielten sich aber bis zum Zweiten Weltkrieg.
Während des Dreißigjährigen Krieges hatten die Truppen des Feldherren Wallenstein zeitweise ein Quartier in Starzeddel. Durch den Prager Frieden kam die gesamte Niederlausitz 1635 an das Kurfürstentum Sachsen. 1645 war der Ort Schauplatz einer Schlacht zwischen der schwedischen und der sächsischen Armee, bei der etwa 140 Soldaten ums Leben kamen und das Dorf zerstört wurde.
Im Siebenjährigen Krieg war unter anderem der kommandierende russische General Pjotr Semjonowitsch Saltykow in Starzeddel einquartiert. Der Ort blieb aber im Gegensatz zum benachbarten Amitz weitgehend von Plünderungen verschont.
1798 gelangte Starzeddel zusammen mit den Dörfern Raubarth und Vettersfelde durch Heirat in den Besitz der Familie von Thermo mit Stammsitz in Bornsdorf bei Luckau, die 1814 ein neues Herrenhaus errichten ließen. Im Rahmen der Koalitionskriege wurden 1812 sächsische Truppen in Starzeddel einquartiert und im Amtitzer Lazarett gepflegt. Nach den Beschlüssen auf dem Wiener Kongress musste Sachsen die Niederlausitz im Jahr 1815 an das Königreich Preußen abtreten. Im folgenden Jahr wurde in Preußen eine umfassende Gemeindereform durchgeführt, dabei kam die Gemeinde Starzeddel zum Landkreis Guben in der Provinz Brandenburg.
1818 besuchte Friedrich Ludwig Jahn im Rahmen einer Turnfahrt nach Schlesien mit einigen Turnern den Ort. Die Turnfahrten sollten das nationale Bewusstsein der Teilnehmenden stärken und es wurden Orte mit nationaler Bedeutung aufgesucht. Jahn nahm den Besuch in Starzeddel zum Anlass, um über den Dreißigjährigen Krieg und Wallenstein zu berichten, der im Ort Quartier gehalten hatte.
Mangels männlicher Erben verkaufte Oswald von Thermo das Gut 1849 an einen Baron von Heldreich, der es aber schon bald an den Staatsmann Friedrich von Reventlou veräußerte. 1876 kam Starzeddel in den Besitz des späteren Reichstagsabgeordneten Heinrich zu Schoenaich-Carolath.
Nach dem Beitritt Preußens zum Norddeutschen Bund gehörte Starzeddel zum Reichstagswahlkreis „Frankfurt 7“, der aus dem Kreis Guben und dem Kreis Lübben bestand. Seit 1874 war Starzeddel Hauptort des gleichnamigen Amtsbezirkes, zu dem neben Starzeddel noch die Gemeinden Jaulitz, Jeßnitz, Raubarth und Vettersfelde sowie die entsprechenden Gutsbezirke gehörten. Mit der Auflösung der preußischen Gutsbezirke wurde der Gutsbezirk Starzeddel am 30. September 1928 in die Landgemeinde eingegliedert. Ebenfalls 1928 wurde innerhalb des Amtsbezirks Starzeddel die Gemeinde Raubarth aufgelöst und nach Jaulitz eingemeindet.
Im Ersten Weltkrieg fielen 73 Männer der Kirchengemeinde Starzeddel.
Das Herrenhaus wurde 1923, nachdem es seit 1876 leer stand, renoviert und zum Alterssitz von Prinzessin Margarita, der Witwe von Prinz Heinrich zu Schoenaich-Carolath. Nach dem Tod der Prinzessin diente das Schloss 1943 als chilenische Botschaft, danach beherbergt es die ungarische Gesandtschaft, bis es einen Tag vor Einmarsch der Roten Armee abbrannte.

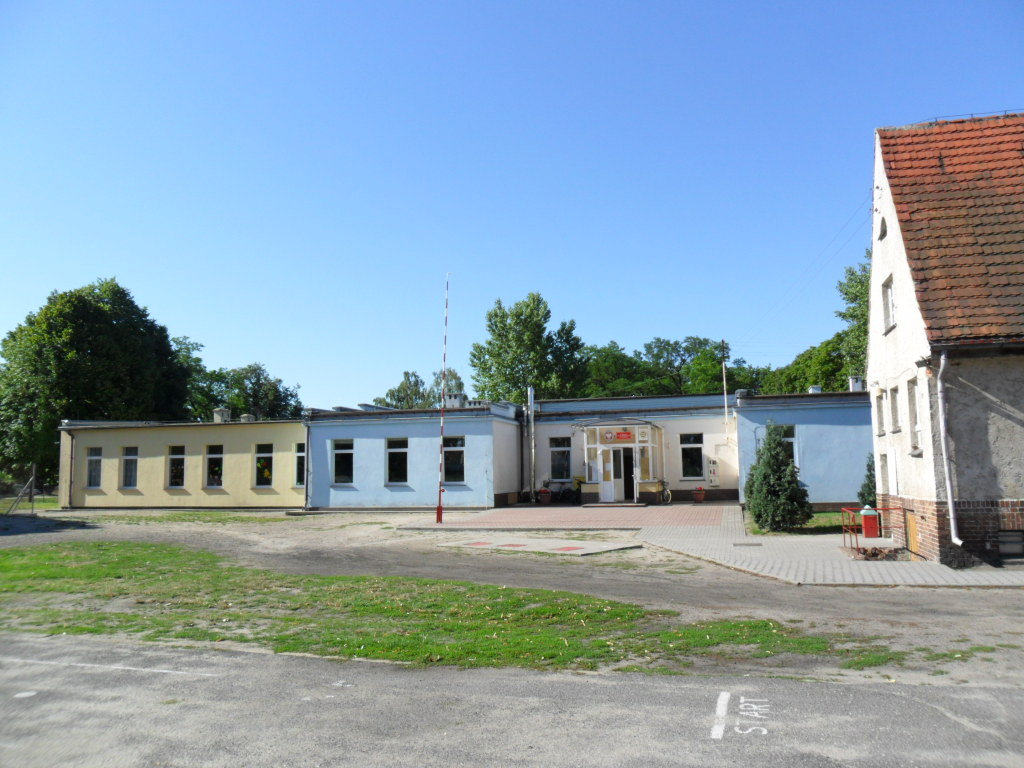
Grundschule

Am 14. Februar 1945 erhielt Starzeddel den Räumungsbefehl und fast alle verbliebenen Bewohner flüchteten auf die andere Seite der Neiße. Nach dem Ende des Zweiten Weltkrieges kehrten die deutschen Dorfbewohner im Mai 1945 zunächst zurück. Am 20. Juni wurden sie jedoch durch die polnische Armee zwangsausgesiedelt und enteignet. Durch die Festlegung der Oder-Neiße-Grenze am 2. August 1945 kam der Ort auch offiziell zu Polen und wurde in Starosiedle umbenannt. Der Ort wurde von polnischen Neusiedlern bezogen.
Im Mai 1946 wurde die Freiwillige Feuerwehr gegründet. Am 28. Juni 1946 wurde Starosiedle nach Czarnowice eingemeindet. Zum Schuljahresbeginn 1946/47 nahm die Grundschule von Starosiedle mit 15 Schülern ihren Betrieb auf, im folgenden Jahr wurde die Schule bereits von 125 Kindern besucht. Bis 1950 gehörte der Ort zur Woiwodschaft Posen und kam danach zur neu gegründeten Woiwodschaft Zielona Góra. Ebenfalls 1950 wurde in dem Ort eine Agrargenossenschaft gegründet. Im Oktober 1954 wurde in Polen eine umfassende Gebietsreform durchgeführt, bei der die Landgemeinden aufgelöst und durch Gromadas ersetzt wurden. Die Landgemeinde Czarnowice wurde in die Gromada Czarnowice und die Gromada Stargard Gubiński aufgeteilt, wobei Starosiedle als Ortsteil zur Gromada Stargard Gubiński kam.
Am 1. Januar 1973 wurde die Gromada Stargard Gubiński in die Landgemeinde Stargard Gubiński umgewandelt. Am 15. Januar 1976 fusionierten die Gemeinden Grabice, Stargard Gubiński und Wałowice zu der neuen Landgemeinde Gubin. 1989 wurde der Ort durch eine Bürgerbeteiligung an das Abwassernetz angeschlossen. Seit 1999 gehört Starosiedle zur Woiwodschaft Lebus.
2001 wurden erneut archäologische Untersuchungen an der benachbarten frühzeitlichen Siedlung durchgeführt. Zuvor hatten bereits Hugo Jentsch (1882) und Carl Schuchhardt (1920–23) dort Ausgrabungen durchgeführt.

## Einwohnerentwicklung
| Jahr | Einwohner | Haushalte |
| ---- | --------- | --------- |
| 1801 | 284       |           |
| 1818 | 194       | 49        |
| 1844 | 373       | 57        |
| 1854 | 374       | 56        |
| 1867 | 455       | 64        |
| 1910 | 406       |           |
| 1926 | 500       |           |
| 1933 | 592       |           |
| 1939 | 432       |           |
| 1988 | 345       |           |
| 2000 | 327       |           |

## Sehenswürdigkeiten

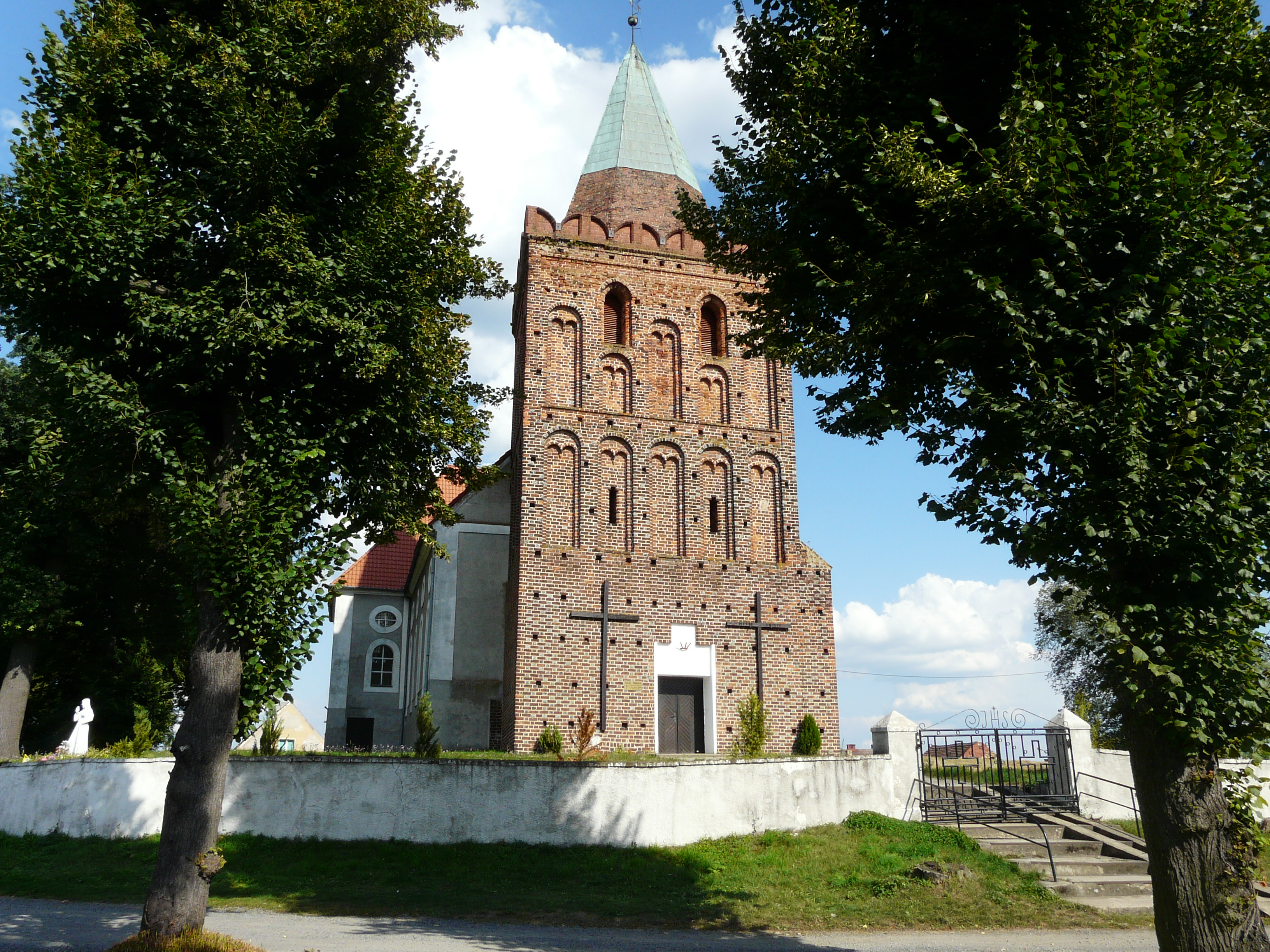
Kirche in Starosiedle

- Die Dorfkirche von Starosiedle wurde ursprünglich im 15. Jahrhundert als Nachfolgebau für eine frühere Kirche errichtet. Aus dieser Zeit stammt der gotische Turm, der starke Ähnlichkeiten zum Turm der Stadt- und Hauptkirche in Guben aufweist. Das Kirchenschiff wurde zwischen 1731 und 1734 im Auftrag des damaligen Gutsbesitzers Johann Casimir von Dallwitz im barocken Stil erneuert. Der größte Teil der heute vorhandenen Ausstattung wurde durch die Familie von Dallwitz beschafft und stammt aus dem 18. Jahrhundert. Dazu gehören unter anderem der Altar, der Taufengel und ein Kronleuchter. In der Kirche gibt es außerdem eine Orgel aus dem Jahr 1863 und zwei 1925 von Heinrich zu Schoenaich-Carolaths Witwe Margarita, geborene zu Schönburg-Waldenburg, gestiftete Glocken.
- Zu weiteren Baudenkmalen in Starosiedle gehören die Reste eines mittelalterlichen Rittergutes, eine Ziegelmühle aus dem frühen 20. Jahrhundert und mehrere Wohngebäude im Ortszentrum. Das 1814 errichtete Herrenhaus des Ortes ist nicht mehr erhalten, jedoch steht auch ein Teil des früheren Landschaftsparks unter Denkmalschutz.

## Persönlichkeiten

### Söhne des Ortes
- Paul Tillich (1886–1965), deutscher und später US-amerikanischer Theologe
- Walter Koch (1894–1965), deutscher Kirchenjurist

### Personen mit Bezug zum Ort
- Friedrich von Reventlou (1797–1874), deutscher Staatsmann, in Starzeddel gestorben